# Francisco Quirós Hermosillo
Francisco Humberto Quirós Hermosillo (Ciudad de México, 13 de junio de 1935 - 19 de noviembre de 2006) fue un militar mexicano, acusado y sentenciado por colaborar con el narcotráfico, particularmente con Amado Carrillo, líder del Cártel de Juárez.
Francisco Quirós Hermosillo fue acusado en 2000 por la Procuraduría General de la República, que encabezaba el también Gral. Rafael Macedo de la Concha (Procurador de Justicia Militar en el periodo inmediato anterior) y la propia Procuraduría General de Justicia Militar de estar involucrado en una red que dio protección a narcotraficantes pertenecientes al Cártel de Juárez junto al general Mario Arturo Acosta Chaparro.
Junto con Mario Arturo Acosta Chaparro, ejecutó una serie de delitos contra la humanidad durante la Guerra Sucia, al haber funcionado como torturador, secuestrador y sicario. Se le considera culpable de violaciones sistemáticas a los derechos humanos de cientos de personas y junto con el resto de sus cómplices, murió impune. Su caso ha sido ejemplar en la falta de justicia en México y la corrupción de las fuerzas armadas. 
Fue juzgado por un consejo de guerra que el 1 de noviembre de 2002 lo declaró culpable, procediendo a degradarlo de General de división y condenándolo a 16 años de prisión. En 2005 fue absuelto del delito de operaciones con recursos de procedencia ilícita pero permaneció preso por fomento en cualquiera de sus formas al tráfico de drogas.
Falleció el 19 de noviembre de 2006 en el Hospital Central Militar debido a complicaciones de cáncer.